# Lista de publicadoras e distribuidoras de jogos eletrônicos no Brasil
Essa é a lista de empresas publicadoras e distribuidoras de jogos eletrônicos e acessórios no Brasil.

## Distribuidoras
| Empresa                                | Segmento                                                            | Notas                                                                                       |
| -------------------------------------- | ------------------------------------------------------------------- | ------------------------------------------------------------------------------------------- |
| BraSoft                                | Jogos para computador e acessórios                                  | Empresa brasileira pioneira em games no Brasil (1990). Encerrou por volta de 2000           |
| CleanWaterSoft                         | Desenvolvedora e distribuidora independente de jogos eletrônicos    | Empresa individual brasileira fundada em 2015. Possui jogos publicados na plataforma Steam. |
| Clone                                  | Acessórios para computador e consoles                               | Empresa brasileira.                                                                         |
| Dynacom                                | Consoles e acessórios                                               | Empresa brasileira.                                                                         |
| Electronic Arts                        | Jogos para console, computador e celular                            | Presente no Brasil desde 1997.                                                              |
| Epopeia Games                          | Desenvolvedora e publicadora de jogos eletrônicos para console e PC | Empresa brasileira                                                                          |
| Gameloft                               | Jogos para celular                                                  | Jogos distribuídos nas principais operadoras.                                               |
| Glu Mobile                             | Jogos para celular                                                  | Jogos distribuídos nas principais operadoras.                                               |
| Microsoft Game Studios                 | Jogos, acessórios e console                                         |                                                                                             |
| NC Games                               | Jogos, acessórios e consoles                                        | Empresa brasileira.                                                                         |
| Zap Games                              | Jogos para consoles                                                 | Empresa brasileira.                                                                         |
| Nintendo                               | Jogos, acessórios e consoles                                        | Representado no país pela Latamel, agora conhecida também por Gaming do Brasil.             |
| Positivo Informática                   | Jogos para computador                                               | Empresa brasileira.                                                                         |
| ENERGY™Game Studios Entertainment      | Jogos para computador, consoles e Softwares                         | Empresa brasileira.                                                                         |
| Sony Computer Entertainment            | Jogos, acessórios e consoles                                        | Presente no Brasil desde 2009.                                                              |
| Tectoy                                 | Jogos, acessórios e consoles                                        | Empresa brasileira.                                                                         |
| Tectoy Mobile                          | Jogos para celular                                                  | Empresa brasileira.                                                                         |
| Upjers                                 | Jogos de browser                                                    | Empresa alemã.                                                                              |
| Vivendi Games                          | Jogos para computador                                               | Presente no Brasil desde 2001.                                                              |
| Warner Bros. Interactive Entertainment | Jogos para computador e consoles                                    | Presente no Brasil desde 2009.                                                              |
| Nukkensa                               | Jogos para PC, Consoles, Sites e Softwares                          | Presente no Brasil desde 2011.                                                              |
| Herolix Studios                        | Jogos para computador                                               | Empresa brasileira.                                                                         |